# Líber Seregni
Seregni  Mosquera est un nom espagnol. Le premier nom de famille, en général paternel, est Seregni ; le second, en général maternel, souvent omis, est Mosquera.
Líber Seregni Mosquera, né le 13 décembre 1916  à Montevideo et mort le 31 juillet 2004 dans la même ville, était un général uruguayen, membre du Parti colorado, et fondateur et président du Front large, la coalition de gauche créée pour les élections générales de 1971, auxquelles il fut candidat à la présidentielle, et membre de la Franc-maçonnerie. Emprisonné sous la dictature militaire (1973-1985), il fut à nouveau le candidat à la présidentielle du Front large pour les élections de 1989 (en), demeura président de la coalition jusqu'en 1996, et eut pour successeur Tabaré Vázquez. Il est considéré comme l'un des dirigeants politiques historiques de l'Uruguay, qui demanda sa mise à la retraite de l'armée afin de protester contre la politique autoritaire de Jorge Pacheco Areco en 1968.

## De Palermo au grade de général et à la retraite
Seregni est né dans le quartier Palermo (es) de Montevideo en 1916, et entra à l'école Brésil. Il commença ses études militaires en 1933, puis fut arrêté en 1937 pour avoir participé à une manifestation d'appui à la Seconde République d'Espagne. Quatre ans plus tard, il se maria avec Lilí Lerena, de laquelle il eut deux filles, Bethel et Giselle. Nommé colonel en 1958, il organisa en 1959 l'évacuation de Paso de los Toros, une ville sinistrée par une inondation provoquée par le Río Negro. Devenu le plus jeune général de l'armée en 1963, il aura travaillé en tant qu'agrégé militaire des ambassades uruguayennes à Mexico et aux États-Unis, dirigea la région militaire no 2, basée à San José de Mayo, puis la région militaire no 1, basée dans la capitale. Il participa ainsi à la répression des mouvements syndicaux sous le gouvernement autoritaire de Jorge Pacheco Areco (1967-1972).
Mais en novembre 1968, opposé à l'escalade répressive du gouvernement Pacheco, qui avait déclaré l'état de siège (les medidas prontas de seguridad (es)) en juin 1968, il demanda d'être mis à la retraite, ce qui lui fut accordé en avril 1969. L'armée uruguayenne était alors, grosso modo, divisée en deux tendances principales, celle, largement majoritaire, influencée par l'ultra-nationalisme du général Mario Aguerrondo d'un côté, et de l'autre celle, libérale et très minoritaire, de Seregni.

## La présidence du Front large

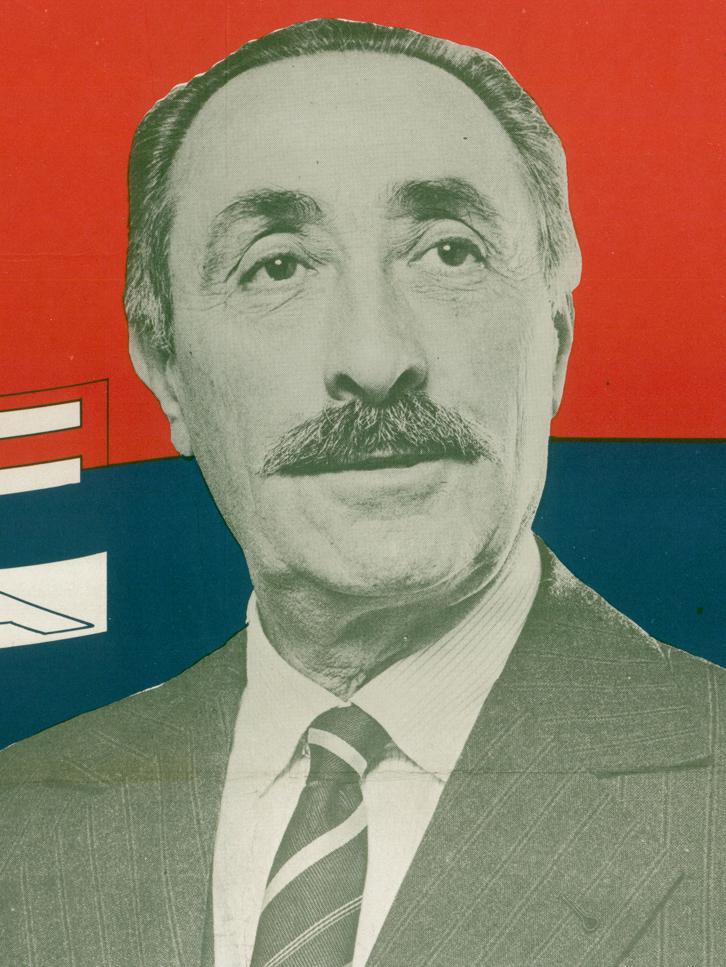
Image de propagande du Front Large mettant en scène Líber Seregni lors les élections générales de 1984. Elle est accompagnée du slogan "El Pueblo Va De Frente" ("le peuple va de l'avant").

Seregni s'engagea alors activement dans la vie politique. Il avait déjà été pressenti comme candidat colorado à la présidentielle en tant qu'alternative à la candidature colorada de Pacheco, par plusieurs sénateurs, dont Alba Roballo et Zelmar Michelini (fondateur du Parti pour le gouvernement du peuple et assassiné en 1976). Celle-ci avait cependant échoué, et Seregni démissionna du parti. 
Le 5 février 1971, il présida le lancement officiel du Front large, une coalition de gauche allant du Parti démocrate chrétien au Parti communiste qui tentait de disputer l'hégémonie politique aux deux partis traditionnels, le Parti colorado et le Parti blanco. En intégrant aussi le Mouvement du 26 mars, lié à la guérilla des Tupamaros, le général Seregni espérait, avec d'autres ténors du Front (Enrique Erro, etc.) intégrer au système parlementaire les Tupamaros.
Seregni fut désigné président de celui-ci, et son candidat à la présidence pour les élections générales de novembre 1971, avec le médecin Juan José Crottogini (es) comme colistier. Quelques jours avant les élections, ils furent victimes d'une tentative d'assassinat organisée par des escadrons de la mort, le 7 novembre 1971, au cours de laquelle un enfant fut tué. Il obtint 18,28 % des votes, bien plus que ce que l'Union populaire avec obtenu aux élections précédentes, et ce malgré un contexte de fraudes aggravées, qui propulsèrent le candidat colorado Juan María Bordaberry à la présidence.
Il visite en 1973 l'Argentine, après l'accession à la présidence du péroniste de gauche Héctor Cámpora, ainsi que le Chili d'Allende et le Pérou du général Velasco Alvarado. Dès le lendemain du coup d'État du 27 juin 1973, il déclare: « Aucun citoyen ne doit se méprendre: le coup d'État est clairement antinational et antipopulaire. » Il signe le 5 juillet un accord avec le Parti blanco, visant à sortir de la crise institutionnelle.

## L'arrestation et l'incarcération
Le général Seregni fut ensuite arrêté, avec le général Víctor Licandro et le colonel Carlos Zufriategui, au domicile de ce dernier, le 9 juillet 1973, jour d'une manifestation contre le coup d'État militaire, qui avait mené à la dissolution des partis politiques et au début d'une répression intense contre les mouvements sociaux et la gauche en général. 23 autres officiers militaires sont arrêtés. D'abord inculpé de « non-dénonciation d'attentat à la Constitution (en) » pour avoir, l'accuse-t-on, rencontré « quatre terroristes » peu avant les élections de 1971, la junte militaire trouve en 1974 une nouvelle charge d'inculpation: le manque de « respect dû aux chefs des forces armées » lors de la campagne électorale de 1971. Déchu de ses grades militaires en avril 1974, il est libéré le 2 novembre 1974. Mais dès le 11 janvier 1976, il est de nouveau arrêté pour « attentat à la Constitution » , puis condamné en 1978 par le Tribunal militaire à quatorze ans de prison (le procureur en réclamait dix), sous l'accusation de « sédition et de trahison à la patrie ». Ayant été condamné à plus de trois ans de prison, il aurait dû, selon la loi uruguayenne, être jugé en dernière instance par la Cour suprême militaire, ce qui n'a jamais été le cas.
Détenu dans des conditions très dures, parfois au secret, il devint alors l'objet d'une campagne internationale pour sa libération, se convertissant en l'un des symboles des forces démocrates uruguayennes écrasées par la dictature militaire. Dès le 21 août 1975, le Sénat du Venezuela vote une motion en sa faveur. Il est défendu aussi bien par les sociaux-démocrates européens, dont, en décembre 1976, Willy Brandt, Olaf Palme et François Mitterrand, puis, le 26 septembre 1978 par ces derniers ainsi que Ivar Leveraas, Ulf Sundqvist, Felipe Gonzalez et Mario Soares, que par le Parlement européen (communiqué du 10 mai 1977 ); les présidents du Panama et de Costa Rica en 1979; du gouvernement italien de Giulio Andreotti en 1978, du parlement mexicain ou obtenant en 1980-82 le Prix Lénine pour la paix. Le 27 février 1980, son rival blanco, Wilson Ferreira Aldunate (es),  le défend à Paris, reconnaissant un « adversaire » et un « prisonnier de conscience » emblématique de la dictature uruguayenne et rappelant que lui-même, qui n'est « pas un homme de gauche », est considéré comme un « dangereux terroriste international » par la dictature.
De sa prison, Seregni appela les électeurs du Front large à voter blanc lors des élections primaires de 1982 (es), le Front large lui-même n'ayant pas reçu l'autorisation de se présenter à ces élections, par conséquent limitées aux deux partis traditionnels. Malgré le défaut de publicité donnée à son appel, transmis de façon clandestine, 85 515 électeurs ont suivi cette consigne.

## Libération et candidat à la présidentielle du Front large en 1989
Libéré le 19 mars 1984 par les généraux, il prononça le jour même un discours historique devant son domicile, appelant les masses à redoubler la lutte, sans haine ni ressentiment. Il appuya alors la participation du Front large aux négociations avec les militaires, qui menèrent au Pacte du Club Naval (es), accord permettant l'organisation des élections générales de novembre 1984. Líber Seregni et Wilson Ferreira Aldunate (es), un leader blanco de centre-gauche, se voyaient cependant interdire de concourir à ces élections qui ouvrirent la voie à la transition démocratique.
Le Front large décida de faire de Seregni son candidat présidentiel aux élections générales de 1989, avec l'économiste Danilo Astori comme colistier. Mais le Front large avait alors subi la défection, en mai 1989, de deux de ses composantes fondatrices, le Parti pour le gouvernement du peuple (PGP) et le Parti démocrate chrétien, qui avaient créé pour l'occasion le Nouvel espace. Aussi, le Front large obtint 21,23 % des voix.
En 1994, il apporta son soutien, avec Tabaré Vázquez, aux manifestants pour le droit d'asile et contre l'extradition de Basques accusés d'être membres de l'ETA. Plusieurs manifestants furent tués par la police lors de ces manifestations.

## Retrait de la vie politique et funérailles nationales
Le général Seregni renonça publiquement le 5 février 1996 à la présidence du Front large, alléguant le manque de soutien interne. Il était en effet questionné de plus en plus par les tendances les plus à gauche de la coalition, sans compter de multiples désaccords avec le candidat présidentiel Tabaré Vázquez, qui fut désigné par les différents partis du Front large pour lui succéder. La même année, Seregni fonda le Centre d'études stratégiques 1815.
Il annonça finalement sa retraite du champ politique lors du IVe Congrès du Front large (2003), puis dissout le Centre d'études stratégiques en 2003, donnant son dernier discours à l'Université de la République. Il mourut le 31 juillet 2004, quelques mois avant la victoire historique du Front large aux élections générales de novembre 2004, qui portèrent Vázquez à la présidence.
Il eut alors droit à des funérailles de ministre d'État, au Cimetière central de Montevideo, en présence d'officiels du gouvernement Batlle, du Front large, des partis blanco et colorado, ainsi que des forces armées. Une veillée funèbre avait aussi été organisée au Palais législatif (es) puis au QG du Front large, où la foule vint lui rendre hommage. Sa dépouille fut crématisée puis ses cendres dispersées sur la meseta d'Artigas (département de Paysandú) en présence du public. Son épouse est décédée en 2012 à 96 ans.

### Source originale
- (es) Cet article est partiellement ou en totalité issu de l’article de Wikipédia en espagnol intitulé « Líber Seregni » (voir la liste des auteurs).